# Extraktionskolonne
Extraktionskolonnen sind die am häufigsten eingesetzten Flüssig-Flüssig-Extraktoren. In ihnen wird die Extraktion im Gegenstrom durchgeführt. Es gibt eine Vielzahl an Bauformen, denen aber ein gemeinsames Funktionsprinzip zugrunde liegt.

## Funktion
In der senkrecht stehenden Kolonne wird oben kontinuierlich die spezifisch schwerere Flüssigkeit (z. B. das zu extrahierende Flüssigkeitsgemisch) eingebracht. Unten wird die spezifisch leichtere Flüssigkeit eingeleitet (z. B. das Extraktionsmittel). Die beiden Flüssigkeiten werden über Verteilerspiralen eingeleitet, um eine Feinverteilung zu erreichen. Während die schwerere Flüssigkeit in der Kolonne herabsinkt, diffundiert die leichtere durch diese hindurch nach oben. Dabei kommt es zwischen den vielen kleinen Tropfen zum Stoffaustausch und das Extrakt geht von der Trägerflüssigkeit in das Lösemittel über. Geeignete Vorrichtungen und Einbauten begünstigen eine intensive Durchmischung, wodurch es zu vielfachem Vermischen und Abscheiden kommt. Einbauten in der Kolonne sind notwendig, da sonst die nach oben aufsteigenden Flüssigkeitstropfen zusammenlaufen und die Flüssigkeiten im Gegenstrom aneinander vorbeilaufen würden.
Die leichtere Flüssigkeit (mit Extrakt beladenes Lösemittel) wird am Kopf der Kolonne abgenommen, während am Boden die schwere Flüssigkeit (ausgelaugter Trägerstoff) abläuft.

## Bauarten
Grundsätzlich werden Extraktionskolonnen unterteilt in Kolonnen mit feststehenden bzw. mit bewegten Einbauten.

### Füllkörperkolonne
Die Füllkörperkolonne enthält eine Schüttung aus Füllkörpern, um die Austauschfläche für die Flüssigkeiten zu vergrößern und die Flüssigkeiten zum mehrmaligen Zerteilen zu bringen. Zum Einsatz kommen dabei verschiedenste Formen und Materialien von Füllkörpern (zum Beispiel sogenannte Pall-Ringe oder Berl-Sattelkörper).

### Siebbodenkolonne

Siebbodenkolonne

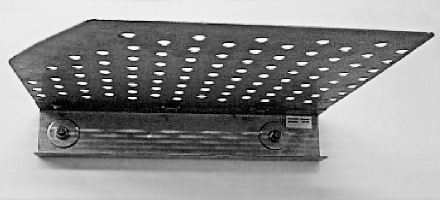
Siebboden

Siebbodenkolonnen haben aufgrund des vielfachen Zerteilens und Zusammenfließens der Flüssigkeiten eine sehr gute Trennleistung. In der Kolonne sind Siebböden eingebracht. Die von unten eingeleitete leichte Phase strömt durch die schwere Phase hindurch nach oben, wobei sie sich unter den Siebböden sammelt und sich durch die Löcher drückt. Dabei wird die Flüssigkeit in viele kleine Tropfen zerteilt. 
Dies geschieht mittels eines Pulsators, welches meist eine Kolbenpumpe ist. Diese sitzt am unteren Ende der Kolonne, welche das Stoffgemisch in der Kolonne zum Schwingen bringt. Dadurch erhöht sich die Trennleistung, da die „Bläschen“, welche von den Siebeinbauten erzeugt werden, kleiner und feiner verteilt werden. Dies wiederum bringt eine größere Oberfläche zum Stoffaustausch.
Ohne solch einen Pulsator würde die Trennleistung der Siebbodenkolonne deutlich sinken, da kein großer Stoffaustausch des Extraktes vom Extraktionsgut (Aufgabegut) zum Extraktionsmittel gewährleistet wäre.